# Пам'ятник Тарасові Шевченку (Великі Чорнокінці)
Пам'ятник Тарасові Шевченку у Великих Чорнокінцях — погруддя українського поета Тараса Григоровича Шевченка в селі Великі Чорнокінці Чортківського району на Тернопільщині.
Пам'ятка монументального мистецтва місцевого значення, охоронний номер 643.

## Опис
Пам'ятник споруджено 1962 року. 
Погруддя виготовлене з бетону, висота — 1 м, постамент — із каменю, висота — 2,3 м.
Погруддя масового виробництва.
У центрі постамента напис «Тарас Шевченко 1814—1861».